# Армандо Діац
Армандо Діац (італ. Armando Diaz; 5 грудня 1861, Неаполь — 28 лютого 1928, Рим) — італійський військовий і державний діяч, герцог дела Вітторіа, начальник штабу Італійської армії (1917—1919), Маршал Італії.